# Mroczaki
Mroczaki (Vespertilionini) – plemię ssaków z podrodziny mroczków (Vespertilioninae) w obrębie rodziny mroczkowatych (Vespertilionidae).

## Zasięg występowania
Plemię obejmuje gatunki występujące w Eurazji, Afryce, Ameryce, Australii i Oceanii.

## Systematyka
Do plemienia należą następujące rodzaje:
- Vespertilio Linnaeus, 1758 – mroczak
- Tylonycteris W.C.H. Peters, 1872 – bambusik
- Cassistrellus Ruedi, Eger, B.K. Lim & Csorba, 2017
- Philetor O. Thomas, 1902 –  karłowatek – jedynym przedstawicielem jest Philetor brachypterus (Temminck, 1840) – karłowatek krótkoskrzydły
- Mirostrellus Görföl, Kruskop, Vuong Tan Tu, Estók, Nguyen Truong Son & Csorba, 2020 – jedynym przedstawicielem jest Mirostrellus joffrei (O. Thomas, 1915) – przymroczek birmański
- Falsistrellus Troughton, 1943 – nibykarlik
- Vespadelus Troughton, 1943 – lasomroczek
- Chalinolobus W.C.H. Peters, 1867 – mrocznik
- Pharotis O. Thomas, 1914 – kapturouszek – jedynym przedstawicielem jest Pharotis imogene O. Thomas, 1914 – kapturouszek papuaski
- Nyctophilus Leach, 1821 – nocolubek
- Mimetillus O. Thomas, 1904 – skąposkrzydlik – jedynym przedstawicielem jest Mimetillus moloneyi (O. Thomas, 1891) – skąposkrzydlik afrykański
- Hypsugo Kolenati, 1856 – przymroczek
- Nycticeinops J. Edwards Hill & D.L. Harrison, 1987 – jednym żyjącym współcześnie gatunkiem jest Nycticeinops schlieffeni (W.C.H. Peters, 1859) – półmroczek afrykański
- Afropipistrellus
- Pseudoromicia Monadjem, B.D. Patterson, Webala & Demos, 2020
- Afronycteris Monadjem, B.D. Patterson & Demos, 2020
- Neoromicia A. Roberts, 1926 – afrokarlik
- Laephotis O. Thomas, 1901 – żaglouszek